# Janek Szwarcfuks

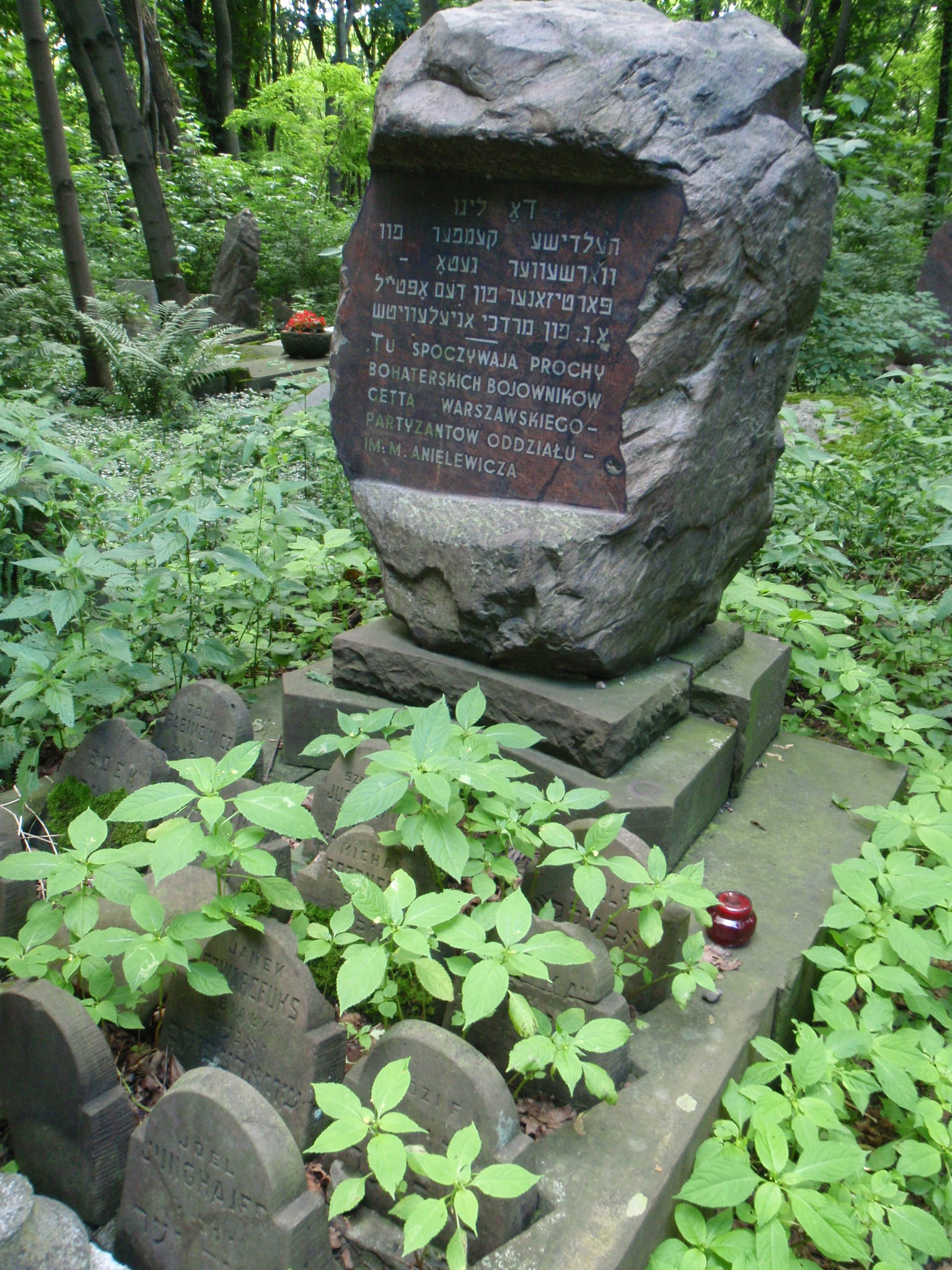
Grób Janka Szwarcfusa i jego towarzyszy broni na cmentarzu żydowskim przy ulicy Okopowej w Warszawie

Adam Szwarcfuks pseud. Janek, Biały Janek (zm. 2 września 1943 w Krawcowiźnie) – żydowski działacz ruchu oporu podczas II wojny światowej, uczestnik powstania w getcie warszawskim, partyzant oddziału Gwardii Ludowej im. Mordechaja Anielewicza.

## Życiorys
10 maja 1943 wraz z grupą żydowskich bojowców przedostał się kanałami na ulicę Prostą. 
W nocy z 31 sierpnia na 1 września 1943 jego drużyna GL wysadziła kolejowy transport wojskowy pod Urlami, koło miejscowości Dębe Duże. 2 września, na skutek donosu miejscowego leśniczego, gwardziści zostali otoczeni przez Niemców w gajówce Krawcowizna. Zginęli m.in. Piotr Borkowski, Tadeusz Maciejewski, Michał Rozenfeld, Adek Jankielewicz i 15 innych gwardzistów. Tylko dwaj zdołali wydostać się z okrążenia. Straty niemieckie wyniosły 2 zabitych i 3 rannych.
Adam Szwarcfuks został pochowany w zbiorowym grobie partyzantów GL na cmentarzu żydowskim przy ulicy Okopowej w Warszawie (kwatera 31, rząd 3, grób 5).

## Upamiętnienie
- Nazwisko Janka Szwarcfuksa widnieje na tablicy pamiątkowej umieszczonej przy pomniku Ewakuacji Bojowników Getta Warszawskiego przy ulicy Prostej 51 w Warszawie.